# 後周世宗北伐
後周世宗北伐，958年（五代后周显德五年、辽应历八年）至959年（五代后周显德六年、辽应历九年），后周世宗率军北攻辽朝，以图收复被后晋割让幽州（今北京）以南河北诸州。
后周攻南唐之战后，周世宗整顿内政，疏浚汴水，准备征辽。958年四月，周世宗派镇宁节度使张永德到北方边地抵御辽朝，五月，成德节度使郭崇率军攻占辽朝所占束城（今河北省河间市东北），一起牵制辽军。辽朝南京留守萧思温率军驻在滹沱河北岸，想等到后周士卒疲惫时出击。959年二月，周世宗计划北征，派义武节度使孙行友把守定州的西山路，阻击北汉方面的来军；侍卫亲军都虞候韩通率军出沧州，疏浚水路，自己率领京师大军随后北上。四月十五日，韩通从沧州进入辽国境内，疏浚了瀛州（今河北河间）、莫州（今河北任邱县北莫州镇）二州之间的水道。扎营在乾宁军（今河北青县）南。四月十七日，周世宗大军抵大乾宁军，辽朝宁州刺史王洪献城降周。四月二十日，周世宗任命韩通为陆路都部署，赵匡胤为水路都部署，水陆并进，自己坐着龙舟沿河北上。四月二十三日，辽穆宗命萧思温为兵马都总管，率军抵御周军，结果战败。四月二十四日，周军经独流口（今天津市静海区北）西进，抵达益津关（今河北霸州市），守将终廷辉献城降周。水路渐窄，船行受阻，周世宗登陆率军数万进击，攻克瓦桥关（今河北雄县西南）、淤口关（今河北霸州市东信安镇）、瀛州、莫州。辽朝瓦桥关守将姚内斌、莫州刺史刘楚信、瀛州刺史高彦晖降周，关南（今河北白洋淀以东大清河流域以南至河间一带）之地被后周夺取。五月，周世宗准备攻打幽州，派先锋都指挥使刘重进攻下固安，孙行友攻下易州，擒获辽朝易州刺史李在钦。辽穆宗派使者到北汉国都晋阳，让北汉派兵牵制周军。周世宗派侍卫亲军指挥使李重进率军从土门（今河北获鹿县西南）迎击北汉。此时，周世宗身患重病，于是中止进兵，署侍卫马步都指挥使韩令坤为霸州都部署，驻守霸州；义成节度观察留后陈思让为关南兵马都部署，驻守雄州。周世宗收复三州十七县。五月三十，周世宗回到开封府，六月十九，周世宗驾崩，他七岁的儿子周恭帝即位。次年正月，赵匡胤陈桥兵变，迫使周恭帝禅位，宋朝建立。